# ドクター・ストレンジ (映画)
『ドクター・ストレンジ』（Doctor Strange）は、マーベル・スタジオ製作、ウォルト・ディズニー・スタジオ・モーション・ピクチャーズ配給による2016年公開のアメリカ合衆国のスーパーヒーロー映画。日本では2017年1月27日に公開された。
「マーベル・コミック」のアメリカン・コミックヒーローである『ドクター・ストレンジ』の実写映画化作品である。また、様々な「マーベル・コミック」の実写映画を、同一の世界観のクロスオーバー作品として扱う『マーベル・シネマティック・ユニバース』（MCU）としては第14作品目の映画となる。

## ストーリー
ニューヨークの病院で働く天才外科医、スティーヴン・ストレンジ。ある日交通事故に遭った彼は、外科医としては致命的な、両手にマヒが残るケガをしてしまう。一瞬にしてその輝かしいキャリアを失った彼は、あらゆる治療法を試し、最後にカトマンズの修行場カマー・タージに辿り着く。そこで神秘の力を操る指導者エンシェント・ワンと巡り会った彼は、未知なる世界を目の当たりにして衝撃を受け、ワンに弟子入りする。そして過酷な修行の末に魔術師として生まれ変わったストレンジ。しかしそんな彼の前に、闇の魔術の力で世界を破滅に導こうとする魔術師カエシリウスが現れ、人類の存亡をかけた戦いの渦に巻き込まれていく。

## 登場人物・キャスト
スティーヴン・ストレンジ / ドクター・ストレンジ
演 - ベネディクト・カンバーバッチ、日本語吹替 - 三上哲
さまざまな医療知識に精通し、天才的な医術を持つ神経外科医だったが、事故によってその能力を失い、神秘的な魔術の世界へと足を踏み入れ、魔術師に転身する本作の主人公。
交通事故によって両手の神経を損傷し、その機能を失って医師として復帰することに固執して失敗し続けたため激しく荒んでしまい、元恋人のクリスティーンにまで立ち去られる結果となるが、下半身不随になった男がある治療施設に行ったのち平然と歩けるようになったという噂から、治療のためにネパール・カトマンズにある“カマー・タージ”の門を叩く。そこで“多元宇宙（マルチバース）”由来の魔術の存在と、これまでの世界の常識の範疇外の事象を見せつけられ、エンシェント・ワンに弟子入りし、魔術の道を究めようと修行に励んでいくうちに、闇の勢力から世界を救うために、魔術師として立ち上がる。
カール・モルド
演 - キウェテル・イジョフォー、日本語吹替 - 小野大輔
カマー・タージで修行を積む黒人系の魔術師で、エンシェント・ワンを強く信頼している忠実な弟子。カトマンズを訪れたストレンジを暴漢らから救い、カマー・タージへと招いて彼の兄弟子兼お目付け役となる。
クリスティーン・パーマー
演 - レイチェル・マクアダムス、日本語吹替 - 松下奈緒
メトロポリタン総合病院に在籍する救急救命医。 ストレンジと一時期は恋人同士だったが、現在は同僚の関係に戻っている。それでも彼とは仕事のパートナー兼友人として深く信頼し合い、ストレンジからも唯一心を許せる人と認められている。
ウォン
演 - ベネディクト・ウォン、日本語吹替 - 田中美央
カマー・タージの書庫を管理・守護するアジア系の魔術師。彼もまた、ストレンジの導き手となる。
ニコデマス・ウエスト
演 - マイケル・スタールバーグ、日本語吹替 - 志村知幸
ストレンジやクリスティーンの同僚の医師で、両者からは“ニック”と呼ばれることもある。
ジョナサン・パングボーン
演 - ベンジャミン・ブラット、日本語吹替 - 根本泰彦
事故で下半身不随に陥ったものの、エンシェント・ワンの下で魔術を身につけ、歩けるようになった男性。現在は鉄工所で働き、バスケットボールを楽しめる程にまで回復しており、ストレンジが自分と同じ境遇に陥っているのを見て、カマー・タージに行くよう助言する。
ハミヤ
演 - トポ・ウェルネスニーロ
カマー・タージの左前腕が欠損している老魔術師で、エンシェント・ワンからは“マスター・ハミヤ”と呼ばれる。
ルシアン・アスター / ストロング・ゼロッツ
演 - スコット・アドキンス、日本語吹替 -祐仙勇
ゼロッツの一員である男性の魔術師で、カエシリウスの弟子たちの中心的存在。弟子たちの中でも最も強力な魔力と身体能力を有し、足技を中心としたアクロバティックな格闘技を用いて戦う。
ブルネット・ゼロッツ
演 - ザラ・フィシアン
ゼロッツの一員である、黒髪の女性魔術師。
トール・ゼロッツ
演 - アラー・サフィ
ゼロッツの一員である男性の魔術師。
ブロンド・ゼロッツ
演 - カトリーナ・ダーデン
ゼロッツの一員である、ブロンドヘアーの女性魔術師。
ソル・ラマ
演 - ウミット・ウルゲン
ロンドンのサンクタム・サンクトラムの主を務める魔術師。カエシリウスの攻撃を受けて倒れる。
ティナ・ミノル
演 - リンダ・ルイーズ・デュアン
香港のサンクタム・サンクトラムの主を務める魔術師。
ダニエル・ドラム
演 - マーク・アンソニー・ブライトン
ニューヨークのサンクタム・サンクトラムの主を務める魔術師。サンクタム・サンクトラムを破壊しようとするゼロッツに応戦する。
カエシリウス
演 - マッツ・ミケルセン、日本語吹替 - 井上和彦
本作のメインヴィランである、ゼロッツを率いる魔術師。最愛の家族を亡くして以来、永遠の命を求めるようになり、魔術師となったものの、ドルマムゥが持つと言われる死を克服し時間を超越した力と永遠の命に魅入られた末に闇の魔術を禁じている師に幻滅し、亡くなった妻や子どもを蘇えらせることはできないと悟ったことを機に離反。「暗黒次元こそ人間を真の幸福に導くための目指すべき目標」という思想からこの世界を暗黒次元へと引きずり込もうと暗躍する。
エンシェント・ワン
演 - ティルダ・スウィントン、日本語吹替 - 樋口可南子
カマー・タージの主にして、至高の魔術師“ソーサラー・スプリーム”の称号を持つ、700歳を超えた年齢不詳のケルト人女性の魔術師。その魔力は魔術師の中でも最強を誇り、カエシリウスたちを圧倒する程の実力を持つ。しかし弟子たちには重大な秘密を隠している。

ノンクレジット・カメオ出演
ソー
演 - クリス・ヘムズワース、日本語吹替 - 三宅健太
北欧神話の雷神“トール”のモデルであり、神々の国“アスガルド”の王“ オーディン”の息子でもあるアスガルドの皇子にして、“アベンジャーズ”の主力メンバーである最強の雷神。エンドクレジット後にて登場し、ニューヨークのサンクタム・サンクトラムの主となったストレンジの下を訪ねる。
ちなみにこのソーの登場場面は『マイティ・ソー』シリーズ第3作『マイティ・ソー バトルロイヤル』の一場面であり、ソーがストレンジと出会うまでの経緯もこの作品にて描写されている。

## 設定・用語

### 魔術関連
魔術/ミスティック・アーツ
古来より伝えられてきた、“多元宇宙”にアクセスし強力なパワーを引き出すための技法。
魔術師たちが魔術の発動時に見せる身振り（腕や手の幾何学的な動作）は、タッティングが取り入れられており、魔術を駆使する格闘アクションには空手も織り交ぜている。
エルドリッチ・ライト
多元宇宙のエネルギーを引き出して発するパワーで、人の目には輝くオレンジ色の光として映る。
至高の魔術師（ソーサラー・スプリーム）
魔術師の一団“マスターズ・オブ・ミスティック・アーツ”の中で、一団を率いる資格と実力を持つ魔術師に与えられる称号。現在ではエンシェント・ワンがこの称号を持つ。
カリオストロの儀式
“カリオストロの書”に記載されている、闇の儀式。
闇の魔術
暗黒次元由来の魔術。この魔術の使い手は、現実世界の空間すら湾曲させたりするなどの魔術を行使できるようになる。

#### レリック
魔術師が使用する道具。
スリング・リング
自分が望む行き先へのゲートウェイ（出入り口）を開く指輪で、人差し指と中指だけ通すメリケンサックのような形状をしている。
浮遊マント
ニューヨークのサンクタム・サンクトラム内の陳列室のガラスケースに収められていた赤いマント。カエシリウスに苦戦していたストレンジに加勢し、以後彼の愛用品となった。
このマントを身につけると、空中を自在に浮遊飛行できるようになる。
アガモットの目
至高の魔術師の初代であったアガモットの名を冠した首飾り。時間そのものを自在に操ることができ、使用時にはペンダント本体部分が駆動して内部の緑色の石が露出・発光し、独特の緑色の魔法円が展開する。
内部に収められている緑色の石は時間を操る“タイム・ストーン”である。この石の力によってより強い魔術を行使することが可能になる。
ヴァルトのブーツ
モルドが常時履いている一足の靴。
リビング・トリビューナルの杖
モルドが背負って携行・愛用する、多節棍のように変化する杖。
ワトゥームの杖
香港のサンクタム・サンクトラムのレリックの陳列室に置かれていた杖で、ウォンがカエシリウスらゼロッツに立ち向かうために持ち出す。
スペクターの杖
ダニエル・ドラムが武器としていた杖。
扇子
エンシェント・ワンが愛用する小さな木製の扇子。
ボムガリアスの火鉢
ニューヨークのサンクタム・サンクトラムの陳列室に飾ってあった火桶。
サイトラックのクリムゾン・バンド
3000年前のバビロンで作られた拘束具。
ダヴェロスのダガー
複数本分存在する短剣。
アガモットのオーブ
カマー・タージの図書館のアンティチェンバー（控えの間）に浮遊した状態で保管される、アガモットによって造られた大型の球体。
カリオストロの書
カマー・タージの図書館に収蔵されていた魔法書のうちの一冊で、書式はサンスクリット語。時間を操る危険な魔術が掲載されている。

### 多元宇宙（マルチバース）
この世界とは異なる、ありとあらゆる次元宇宙の総称。魔術師たちは、マルチバースを開くことによって得たエネルギーを用いて様々な魔術を行使する。
ミラー次元
現実世界を基に作り出した仮想空間のような次元。
アストラル次元
肉体を離れた精神や魂などの霊的な物が存在する次元。
暗黒次元
この世界とは根本的に異なる物質で満ちた暗黒の空間で、生命体はおろか時間や生死、倫理など人間の概念が存在しない。
ドルマムゥ
暗黒次元を支配している邪悪な存在で、飽くなき欲望と無限の力を持つ。
ドルマムゥは、モーション・キャプチャーを用いてストレンジ役のカンバーバッチが演じており、声は、カンバーバッチ自身のものと、本作の監督のデリクソンも名前を知らないイギリス人俳優によるものが合成されている。デリクソンによるとカンバーバッチ自身がドルマムゥ役をも申し出て、自分は熟考した末に「ドルマムゥの役柄を“超思い上がったストレンジ”として書いた」ことから、ドルマムゥにカンバーバッチが相応しいと思うようになって、彼にドルマムゥ役を指名した。ドルマムゥの顔面もカンバーバッチの顔がベースである。

### 団体・地域・施設

#### 団体
マスターズ・オブ・ミスティック・アーツ
厳しい訓練で習得した魔術を駆使して、この次元を侵略しようとする闇の勢力に対抗する魔術師の一団。
ゼロッツ
闇の力を狂信し、エンシェント・ワンの教えに背いて離反した魔術師の一団。闇の魔術の力で現実世界を暗黒次元へと引きずり込もうと暗躍する。

#### 魔術師の聖域・施設
カマー・タージ
ネパールのカトマンズにある、魔術師のために建てられた修行場である寺院。エンシェント・ワンの指導の下で多くの魔術師達が日々修行に励んでいる。
図書館
ウォンによって管理される、古今東西のあらゆる魔法書が収蔵された部屋。
本作の冒頭では、ゼロッツを率いるカエシリウスによって、ウォンの前任者の魔術師が斬首され、カリオストロの書が奪われる。
サンクタム
地球をあらゆる別次元からの侵略から守るために構えられた聖域。この聖域から放出した魔術で張りめぐらせた結界により、多元宇宙からの侵略者の襲来を防いでいる。
サンクタム・サンクトラム
3ヶ所のサンクタムを守護する砦として建てられた、魔術師たちの拠点。3ヶ所のうち2ヶ所でも破壊されると結界が消滅し、多元宇宙からの侵略者が襲来してしまう。
ニューヨーク
グリニッジ・ビレッジのブリーカー通り177Aが住所である、ニューヨークのサンクタム・サンクトラム。4階建てで最上階にあるオキュラスが特徴の洋館。
ロンドン
物語の中盤でゼロッツに襲撃・破壊された、ロンドンのサンクタム・サンクトラム。
香港
九龍にあるサンクタム・サンクトラム。

#### その他の地域・施設
アメリカ合衆国・ニューヨーク
メトロポリタン総合病院（Metro-General Hospital）
クリスティーンやウエストたちが務める総合病院で、物語の前半まではストレンジもここに籍を置き、医者としての腕を振るっていた。
魔術師となったストレンジは、ゼロッツとの戦闘中に負傷してここを訪ね、クリスティーンの手当てを受けながらアストラル次元でルシアンと再戦し、その後、瀕死の重傷を負ったエンシェント・ワンも搬送されて手術を受けるも、息を引き取る。
アベンジャーズ・タワー
かつてアベンジャーズの本部施設であった、ニューヨークのグランド・セントラル駅の北側に隣接する超高層ビル。本作では、背景の一部としてのみ描写される。
イギリス・ロンドン
コリンシア・ホテル・ロンドン
物語の冒頭に登場する高級ホテル。エンシェント・ワンはここの脇の路上で展開したミラー次元にカエシリウスらゼロッツを閉じ込め、圧倒するも、逃走される。
エクセター・カレッジ
オックスフォード大学の構成カレッジの一つ。ここの教会でゼロッツがカリオストロの儀式を行い、闇の魔術を体得する。
ネパール
カトマンズ
パングボーンから教えられたカマー・タージへ赴くために、ストレンジが旅したネパールの首都。ストレンジは裏通り生活など数日間あてもなく彷徨い、スワヤンブナートやクリシュナ寺院を経て、路地裏で出会ったモルドに案内されてカマー・タージに辿り着く。
エベレスト
ヒマラヤ山脈にある、世界最高峰の山。エンシェント・ワンは、ストレンジのスリング・リングを使う修業で、試練としてここの山頂にゲートウェイを開けない彼を一時放逐させる荒療治を行い、30分後、ストレンジは漸くゲートウェイを開いて、命からがらカマー・タージに帰り着くことに成功する。
中国・香港
九龍
サンクタムの1ヶ所でもある香港の一地区。前述のとおり、ゼロッツがここのサンクタム・サンクトラムを破壊したことで、この地区を中心に暗黒次元が発生。そのため、クライマックスでストレンジたちとゼロッツの決戦の場となる。

## 製作
2014年6月に本作の監督をスコット・デリクソンが務めることが決定した。2014年10月28日にロサンゼルスで開催されたマーベル・スタジオの発表会にて正式に製作が発表され、2016年11月4日に公開予定であることが明らかになった。2014年10月にベネディクト・カンバーバッチがストレンジ役の出演交渉に臨んでいることが明らかとなり、同年12月にカンバーバッチの出演が正式決定した。

## 他のMCU作品とのタイ・イン
- ストレンジが講演へ出発する前に描写されたニューヨークの都市にアベンジャーズタワーが登場した。

- ストレンジが事故直前、車の中にて運転中下半身不随となった軍人を見てほしいという電話が入るが、これは『シビル・ウォー/キャプテン・アメリカ』で負傷したローズ大佐と当初は思われていた。しかし後に監督がローズ大佐ではないと明言している。

- 主要キャストのクレジットシーン後のソーの登場場面は、『マイティ・ソー』シリーズ第3作『マイティ・ソー バトルロイヤル』の一場面であり、ソーがストレンジと出会うまでの経緯もこの作品にて描写されている。

## 受賞
| 年   | 映画賞                        | 賞                       | 対象 | 結果       | 出典   |
| ---- | ----------------------------- | ------------------------ | ---- | ---------- | ------ |
| 2017 | 第21回美術監督組合賞（ADC賞） | ファンタジー映画部門     |      | 未決定     | [ 16 ] |
| 2017 | 第15回視覚効果協会賞          | 長編実写映画・視覚効果賞 |      | 未決定     | [ 17 ] |
| 2017 | 第89回アカデミー賞            | 視覚効果賞               |      | ノミネート |        |

## 日本での公開
日本では約二か月遅れの1月27日に公開された。キャッチコピーは「上から目線の天才外科医。彼を目覚めさせたのは、魔術ー」である。公開初日には来日したカエシリウス役のマッツ・ミケルセンが登壇しての舞台挨拶が行われた。映画興行収入ランキングでは初登場1位を果たした。アメコミ映画がランキング1位にランクインするのは『アベンジャーズ/エイジ・オブ・ウルトロン』以来となる。マーベル・シマティック・ユニバース内では4作目に当たり、単体タイトル作品としては『アイアンマン』以来の快挙である。

## 批判
原作コミックにおいてもともとはチベット系の武道の老師であったエンシェント・ワンを白人の女優であるティルダ・スウィントンに演じさせたことがホワイトウォッシングであるとして批判されたが、これに対して監督をつとめたスコット・デリクソンは、原作であるコミック版のエンシェント・ワンについて「白人のヒーローに教えを授ける年取ったフー・マンチュー風のメンター像をひきずった1960年代の西洋のステレオタイプ」だと述べ、「東洋のキャラクターや人についてアメリカ人が持っているひどく古いステレオタイプで、何をしてでもこういうステレオタイプは避けないとと強く思ったんです」とスウィントンを起用した理由を弁護している。マーベル・スタジオ側もステレオタイプを避けるためにこうしたキャスティングを行ったと弁明したが、「エンシェント・ワンについてあるアジア系のステレオタイプを避けようとしたせいで別のステレオタイプを強化している」という批判を受けた。
ホワイトウォッシング以上に、中国映画資本によるチベット弾圧とする批判も多い。チベットの老師がメインキャラクターや場所では、中国上映が難しいことから大幅な収益減の恐れとなる。場所もチベットからネパール・カトマンズに変更されている。

## 地上波テレビ放送
| 回 | 放送局     | 放送枠          | 放送年月日    | 放送時間（JST） | 視聴率 | 備考         | 出典   |
| -- | ---------- | --------------- | ------------- | --------------- | ------ | ------------ | ------ |
| 1  | 日本テレビ | 金曜ロードSHOW! | 2019年5月17日 | 21:00 - 22:54   | 7.9%   | 地上波初放送 | [ 22 ] |

## 続編
現地時間2019年7月20日、サンディエゴ・コミコンにてシリーズ第2作『ドクター・ストレンジ/マルチバース・オブ・マッドネス』が2021年5月7日に米国公開されることが発表された。発表によると、続編はDisney＋にて配信される『ワンダヴィジョン』とストーリーが直結しており、スティーブン・ストレンジ/ドクター・ストレンジ役にカンバーバッチが続投するほか、ワンダ・マキシモフ/スカーレット・ウィッチ役でエリザベス・オルセンが出演する。